# Rudolf Dübler
Rudolf Dübler (12 de Outubro de 1921 - ) foi um comandante de U-Boot que serviu na Kriegsmarine durante a Segunda Guerra Mundial.